# Zarya

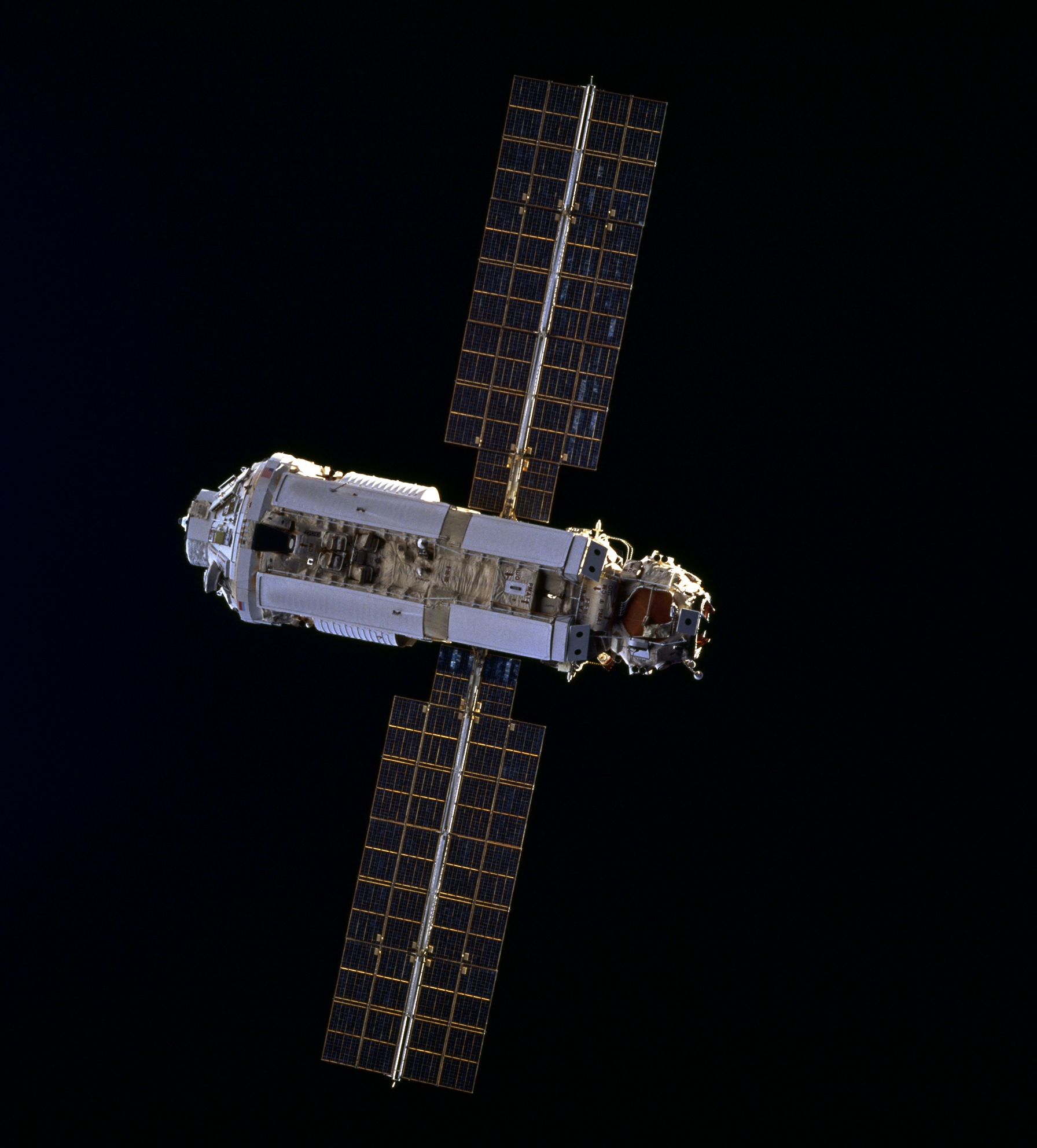
Zarya nhìn từ tàu con thoi Endeavour

Zarya là một module của trạm không gian quốc tế ISS. Zarya trong tiếng Nga có nghĩa là "bình minh". Là một "khối hàng hoá chức năng" (Functional Cargo Block), viết tắt theo tiếng Nga là FGB, module này được tài trợ bởi Hoa Kỳ nhưng lại được Nga xây dựng và phóng lên. Nó được đưa lên quỹ đạo vào ngày 20 tháng 11 năm 1998 tại sân bay vũ trụ Baikonur Cosmodrome, Kazakhstan bởi một tên lửa đẩy Proton của Nga.

## Lịch sử
Là module đầu tiên của ISS đi vào quỹ đạo, FGB là mốc quan trọng đánh dấu một kỷ nguyên hợp tác mới trong công nghệ vũ trụ giữa hai cường quốc Nga và Mỹ sau nhiều thập niên đối đầu. Sau khi ở trên quỹ đạo vài tuần, vào ngày 7 tháng 12 năm 1998 Zarya được kết nối với module Unity của Mỹ bởi tàu con thoi Endeavour. Unity được phóng lên quỹ đạo trên tàu Endeavour vào ngày 4 tháng 12 năm 20082. Module này được chế tạo bởi Trung tâm không gian liên bang nghiên cứu và sản xuất Khrunichev (Khrunichev State Research and Production Space Center) ở Moskva theo một hợp đồng phụ với hãng Boeing.

## Chức năng

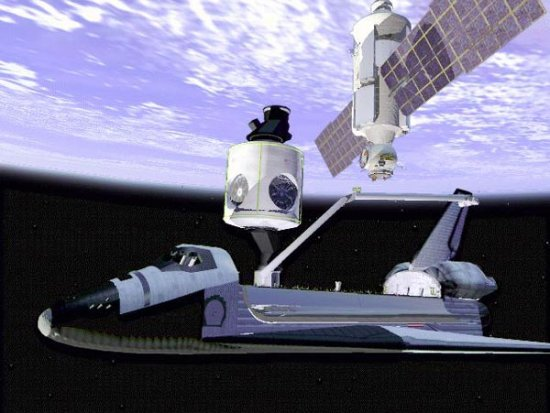
Hình ảnh mô phỏng tàu Endeavour cùng với module Unity đang tiếp cận Zarya

Nhiệm vụ chính của Zarya là điều chỉnh hướng cho trạm, đảm bảo thông tin liên lạc với mặt đất cũng như cung cấp năng lượng cho module Unity trước khi những chức năng này được giao lại cho Zvezda1, dự định được đưa lên quỹ đạo 6 tháng sau đó. Tuy nhiên, do một sự đình trệ mà phải hai năm sau module thứ 3 này của trạm ISS mới được phóng lên. Zvezda là một module hậu cần (service module) cung cấp những điều kiện sống đầu tiên tạo tiền đề cho những phi hành đoàn đầu tiên sinh sống trên trạm. Hiện tại, chức năng chủ yếu của Zarya là để tích trữ hàng hóa cũng như là hành lang nối các bộ phận thuộc phần của Nga trên trạm2.

## Thông số kỹ thuật
Nặng 19.323 kg, Zarya dài 12,6 m, bề rộng lớn nhất của nó là 4,1 m. Thời gian hoạt động dự kiến là 15 năm, nhưng có thể còn lâu hơn1. Nó nhận năng lượng từ 2 tấm năng lượng mặt trời kích thước 10,7 m × 3,4 m. Mỗi tấm được bao bởi một tấm kính có phủ một lớp chuyển đổi quang điện. Các tấm năng lượng mặt trời này được bung ra sau khi module được đưa vào quỹ đạo. 90% năng lượng được hấp thu từ bên bề mặt hướng về phía Mặt Trời, 10% còn lại là ở bề mặt kia thu được từ ánh sáng mặt trời bị phản xạ bởi Trái Đất. Năng lượng được nạp vào 6 ắcquy niken-cadmi trong hệ thống cung cấp năng lượng. Hệ thống này có thể cung cấp một công suất trung bình khoảng 3 kW điện. Trong giai đoạn đầu của dự án ISS, hệ thống này dùng để cung cấp năng lượng cho 2 module Zarya và Unity. Sau này, với sự sáp nhập thêm của Zvezda, FGB được dùng để biến đổi năng lượng từ phần của Mỹ (128 Vdc) để sử dụng ở phần của Nga (28 Vdc)2. Ngoài ra, 16 thùng chứa xăng ngoài của Zarya còn có thể chứa tới hơn 6 tấn nhiên liệu. Hệ thống điều chỉnh hướng của module gồm 24 vòi đẩy (steering jet) lớn và 12 vòi đẩy nhỏ. 2 động cơ lớn có thể dùng để nâng độ cao cho trạm cũng như để thay đổi quỹ đạo trước khi Zvezda được lắp ghép vào trạm. Các cổng lắp ghép (docking port) của nó có thể cho phép sự lắp ghép với tàu chuyên chở người Soyuz cũng như tàu vận tải không người lái Progress đều của Nga. Module này đã được chỉnh sửa để có thể được nạp nhiên liệu bởi tàu vận tải Progress mỗi khi tàu này đậu vào cổng lắp ghép phía dưới của module3.

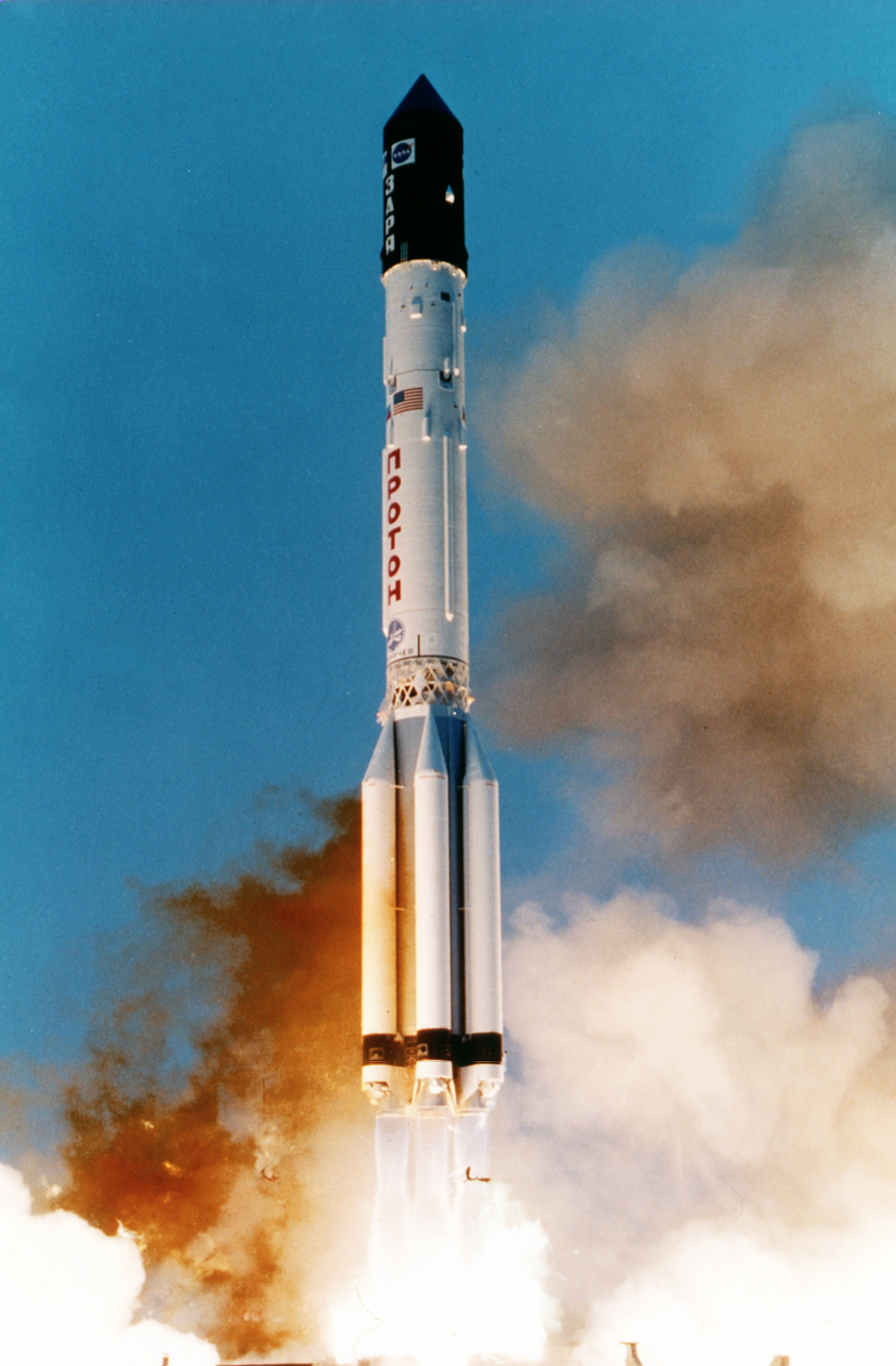
Zarya được phóng lên bởi một tên lửa đẩy Proton
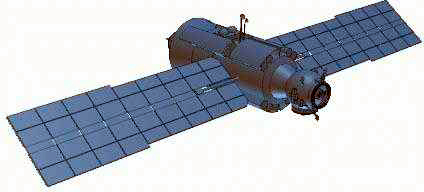
Hình vẽ Zarya
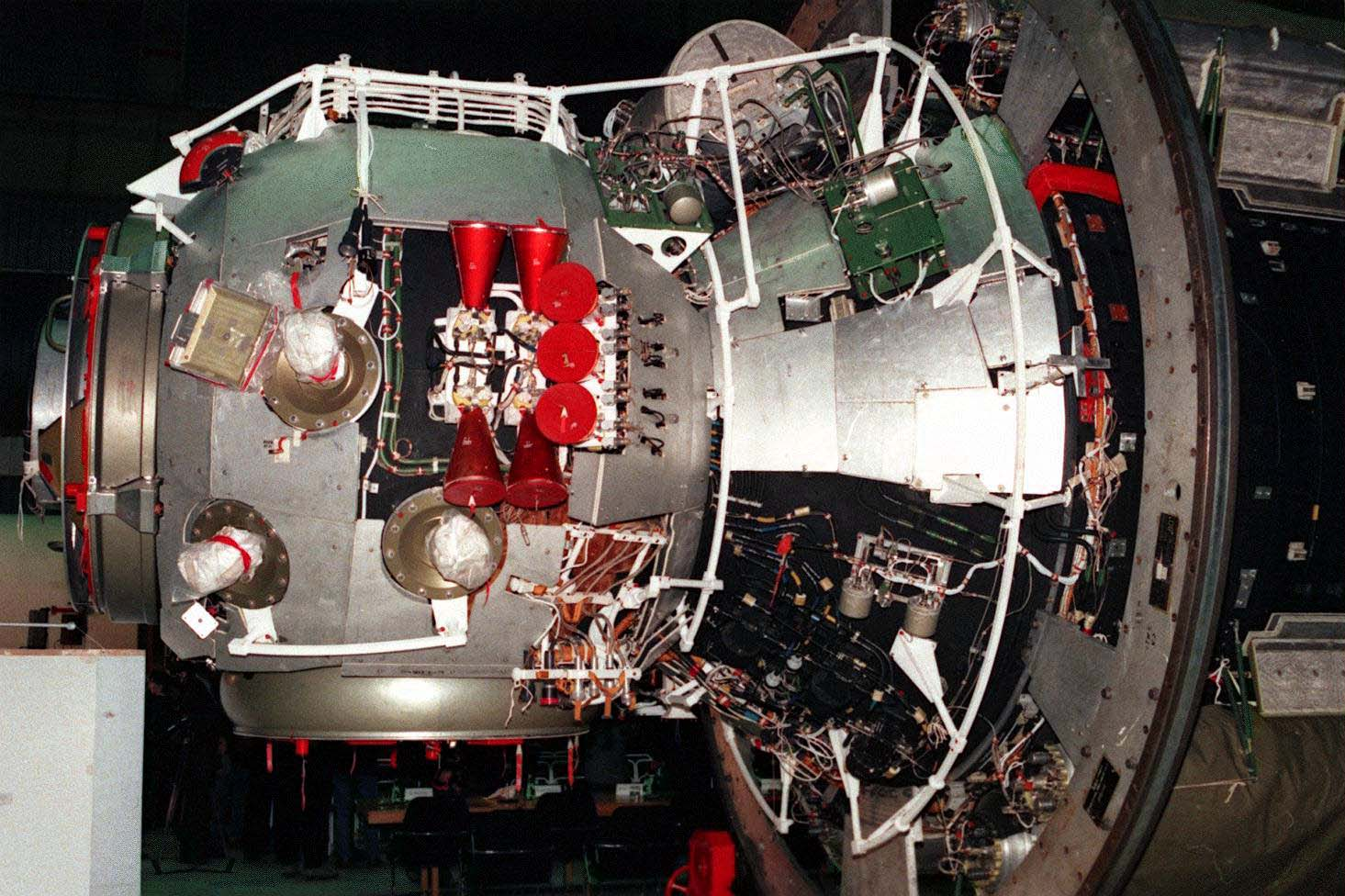
2 cổng lắp ghép của Zarya
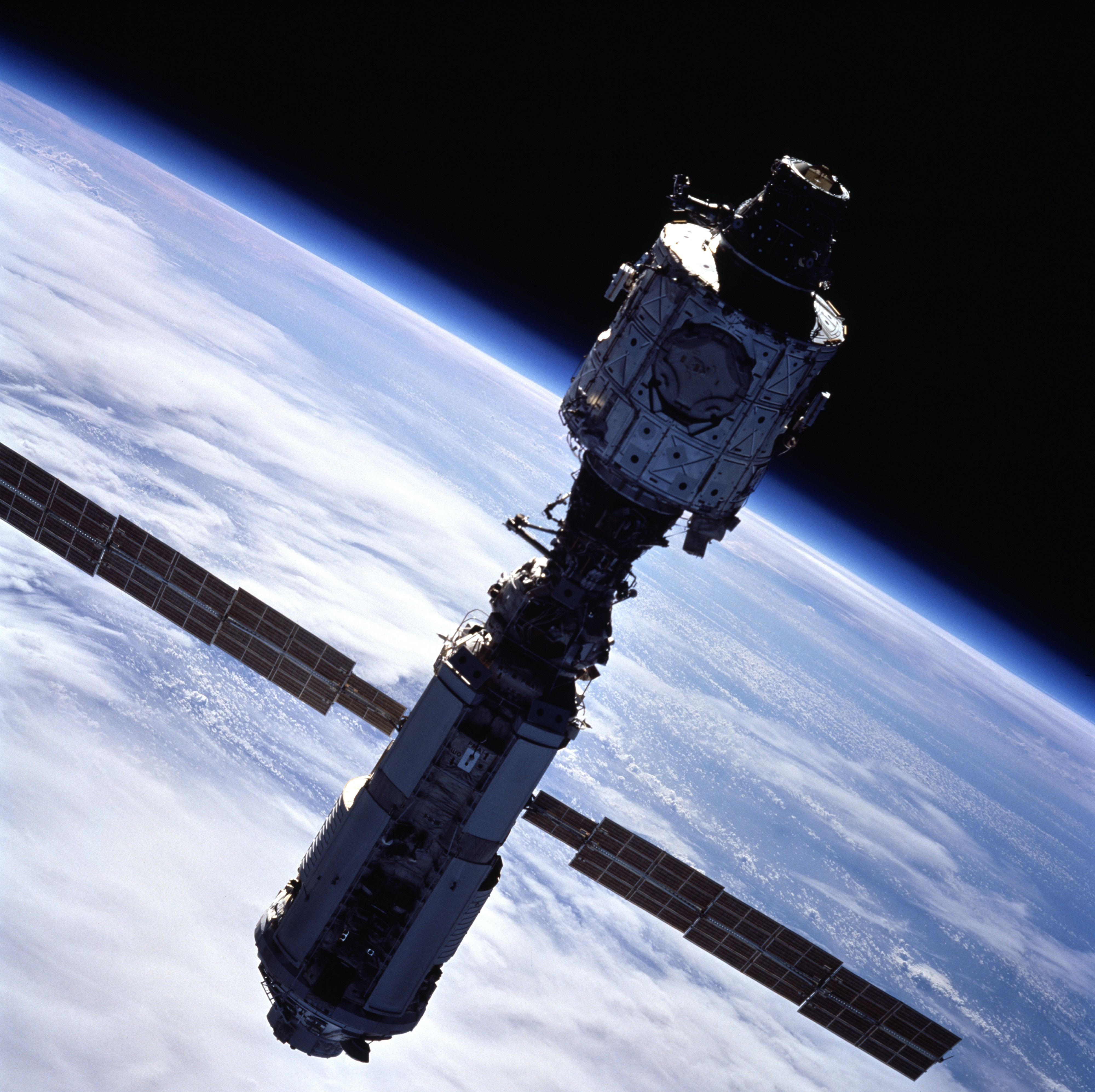
Zarya sau khi được lắp ghép với Unity